# Ugrino und Ingrabanien
Ugrino und Ingrabanien ist ein Romanfragment des Hamburger Schriftstellers, Orgelreformers und Musikverlegers Hans Henny Jahnn. Es handelt sich um ein Jugendwerk, zu dem sich der Autor aber immer wieder bekannt hat.

## Entstehungsgeschichte
Hans Henny Jahnn arbeitete an dem Stoff ab 1916 in Norwegen. Um das Jahr 1922 fügte er noch das letzte Kapitel mit Bezügen zum Gilgamesch-Epos hinzu. Dieses Jahr ist deshalb wahrscheinlich, weil Jahnn Verse daraus aus der Übersetzung von Arthur Ungnad aus dem Jahr 1921 hinzufügte. Dafür, dass es sich um ein unvollendetes Werk handelt, spricht die Tatsache, dass in den Kladden, die man in Jahnns Nachlass fand, etliche Seiten zwischen den handschriftlichen Aufzeichnungen leer gelassen wurden. Genauer sind es neuneinhalb Seiten zwischen zwei Abschnitten, die er seinem Freund Gottlieb Harms diktiert hatte.

## Inhalt
Henny sitzt in Norwegen am Schreibtisch. Er versucht vergeblich, sich an seltsame Bauwerke seiner Kindheit zu erinnern. Er unterbricht sein Zeichnen und geht zu einer Seebrücke, wo Mädchen und Jungen tanzen. Trotz eines Sturms betritt er ein Schiff, das in Seenot gerät. Den Autor stört es als Einzigen nicht, weil er nun alle Erinnerungen verloren hat. Auf dem Schiff hält er kurz das Steuer und hat keine Angst vor einem Untergang, denn er lebt nur im Augenblick und hat zudem ein Neues Testament in der Tasche.
Gerettet im neuen Hafen, wird er für die Rettung des Schiffes gefeiert, will aber wieder fort aus einem Kloster. Er findet ein neues Schiff, das so wie der Roman heißt. Dieses Schiff soll nachts abfahren. So lange geht er noch in eine große Kirche. Dort wird er versehentlich eingesperrt. Er findet das Grab einer Geliebten, die er wohl verlassen hat. Er kann der Kirche entkommen und erreicht das Schiff nur knapp. Auf dem Schiff lernt er einen Freund kennen, der ihm seltsam bekannt vorkommt – wohl wegen Hennys Amnesie. Er betrinkt sich mit dem Wein des Freundes.
Angekommen in Ugrino, trifft er auf die gleichnamige Gemeinschaft. Diese wohnt in einem mächtigen Gebäude. Unter anderem lebt dort eine zahme Löwin. Er hört ein Orgelkonzert, bei dem es um Gewalt und Opfer geht. Henni wird es in der Gemeinschaft langweilig, auch wenn er sich angenommen fühlt. Über eine gewaltige Brücke geht er zu einer Nachbarinsel Ingrabanien. Dort sucht er seinen Geliebten in einer weiteren Grabkapelle, die wegen ihrer Größe eher eine Grabeskirche heißen sollte. Er identifiziert sich selbst mit dem babylonischen Gilgamesch und seinen Geliebten mit dem vergötterten Engidu. Unter all den schwarzen Leibern der Toten kann er seinen Geliebten nicht finden. Im Allerheiligsten des Todestempels fragt sich der Autor, ob er seinen Geliebten, sich selbst und Gott gefunden hat.
Da dies nicht der Fall ist, will er nun fort aus Ugrino und Ingrabanien und findet ein Schiff, das wieder so heißt wie die beiden Orte. Auf dem Schiff ist sein neuer alter Freund, der ihn nicht gehen lassen möchte. Henny habe jemanden außerhalb ermordet und muss nun für immer auf den beiden Inseln bleiben. Henni geht wieder von Bord, und der Traum endet.

## Zitat
„Ich richtete mich im Bett auf, wollte mir etwas überlegen. Aber ich fragte mich nur, was es wohl auf der Welt geben könnte, das mich noch faszinierte, und ich hörte es in mir: Ganz hohe Gewölbe bauen, gotische Gewölbe aus grauem Stein, ganz von solchen Mauern getragen, die nie bersten – so dick. Es war wie ein Bild und zerging wieder.“